# ポイント (企業)
株式会社ポイント（英: POINT INC.）は、かつて存在したカジュアル衣料品および雑貨を中心としたSPA（製造小売業）ブランドを展開していた企業。東京都千代田区丸の内に本社を置いていた。2011年3月10日から仲里依紗を起用した『ローリーズファーム』のCM（関東・関西・中京・北海道・宮城・広島・福岡地区のみ）で知られるようになった。2013年に持株会社制に移行し、従前の株式会社ポイントは株式会社アダストリアホールディングス（現・アダストリア）に商号変更。新たに設立された株式会社ポイントが事業を継承したが、2015年にアダストリアホールディングスへ吸収合併された。

## 沿革
- 1953年10月22日 - 茨城県水戸市に株式会社福田屋洋服店を設立。
- 1993年3月 - 商号を株式会社ポイントに変更。
- 1995年5月 - 本部を東京都墨田区に移転。本店は水戸に残した。
- 2000年12月12日 - 株式を店頭登録（現・ジャスダック）。
- 2002年12月 - 東京証券取引所市場第二部へ鞍替。
- 2004年2月 - 東京証券取引所市場第一部指定。
- 2004年11月 - 本部を中央区に移転。
- 2010年3月末 - Tポイントサービスをスタート。（2011年3月31日で取り扱い終了）
- 2011年3月31日 - 水嶋ヒロを編集長に、VOGUE NIPPONやGQ JAPANに携わった斎藤和弘を編集顧問に迎えて、GLOBAL WORKのブランドをそのまま用いた“ライフスタイル雑誌”を創刊。発行頻度は年2回。
- 2012年11月 - 株式会社トリニティー（後の株式会社バビロン）を子会社化。本部を千代田区に移転。
- 2013年4月 - 持株会社制移行のための受け皿会社である（新）株式会社ポイントを設立。
- 2013年6月 - 株式会社NATURAL NINE HOLDINGS（後の株式会社NATURAL NINE）を株式交換により完全子会社化。
- 2013年9月 - 持株会社制に移行。（旧）株式会社ポイントが株式会社アダストリアホールディングスに商号変更。（新）株式会社ポイントがグループ経営管理以外の事業を継承。
- 2015年3月 - （新）株式会社ポイントが株式会社トリニティアーツを吸収合併の上で、株式会社アダストリアホールディングスに吸収合併され、解散[2]。

## 展開ブランド
- LOWRYS FARM（ローリーズファーム）
- GLOBAL WORK（グローバルワーク）
- JEANASiS（ジーナシス）
- LEPSIM LOWRYS FARM（レプシィムローリーズファーム）
- Heather（ヘザー）
- apart by lowrys（アパートバイローリーズ）
- RAGEBLUE（レイジブルー）
- HARE（ハレ）
- repipi armario（レピピアルマリオ）
- BLISS POINT（ブリスポイント）
- SQUOVAL（スクオーバル）
- mikoa LOWRYS FARM（ミコアローリーズファーム）
- me%（ミィパーセント）

## 過去に展開していたブランド
- UNDERCURRENT（アンダーカレント）
- inmercanto（インメルカート）
- JEWELIUM（ジュエリウム）
- TRANS CONTINENTS（トランスコンチネンツ）
- NASHDULEK（ナッシュダレック）
- Mallika Flicka（マリカフリッカー）
- turno jeana（トゥールノジーナ）

## 店舗展開
collectpoint（コレクトポイント）
- 同社の複数ブランドを取り扱う大型複合店舗
- 「コレクトポイント」ブランドでの商品展開を開始

NINE BLOCKS（ナインブロックス）
- アウトレット

point dig（ポイントディッグ）
- アウトレットなど

## 提供番組
2014年10月現在
- バイキング（フジテレビ）（2014年5月－隔日）
- めざましテレビ（フジテレビ）
- めざましどようび（フジテレビ）
- 赤と黒のゲキジョー（フジテレビ）

過去
- 新堂本兄弟（フジテレビ）